# Morton Gould
Morton Gould (Richmond Hill, Nueva York, 10 de diciembre de 1913-Orlando, Florida, 21 de febrero de 1996) fue un compositor, pianista, director y arreglista estadounidense.

## Biografía
Fue reconocido pronto como un niño prodigio con habilidades para la improvisación y la composición. Su primera composición se publicó a los seis años. Gould estudió en el Instituto de Arte Musical (ahora Juilliard School), aunque sus maestros más importantes fueron Abby Whiteside y Vincent Jones.
Durante la Depresión, Gould, adolescente, trabajó en la ciudad de Nueva York tocando el piano en salas de cine, así como en actuaciones de vodevil. Cuando el Radio City Music Hall abrió, Gould fue contratado como pianista. En 1935, dirigía y arreglaba programas de orquesta para la emisora radiofónica WOR Mutual Radio, de Nueva York, combinando programación popular con música clásica y con los que alcanzó audiencia nacional al ser difundidos en toda la nación a través del «Mutual Broadcasting System».
En la década de 1940, Gould apareció en el programa «Cresta Blanca Carnival», así como en la «Hora Chrysler» de la CBS, donde alcanzó una audiencia de millones de personas.
Gould compuso varios ballets — Interplay (1945), Fall River Legend (1947) y I'm Old Fashioned (1983)—, partituras para Broadway —Billion Dollar Baby (1945), Arms and the Girl (1950)— y también música para el cine — Delightfully Dangerous (1945), Cinerama Holiday (1955) y Windjammer (1958)— y la televisión. Un pasaje de su obra Spirituals para orquesta (1959) fue sintonía de los Dossiers de l'écran, un programa de debate en la televisión francesa que estuvo en antena entre 1967 y 1991, y también fue empleado en la película Armée de Shadows de Melville en 1969.
Gould recibió a lo largo de toda su vida numerosos encargos para componer, tanto de orquestas sinfónicas de los Estados Unidos, como de la Biblioteca del Congreso de Estados Unidos, The Chamber Music Society of Lincoln Center, el American Ballet Theatre y el New York City Ballet. Su capacidad de combinar múltiples géneros musicales en la estructura formal clásica, manteniendo sus elementos distintivos, fue insuperable, y por ello Gould recibió tres encargos para diversos actos de la conmemoración del Bicentenario de los Estados Unidos.
Como director, Gould estuvo al frente de todas las orquestas importantes de Estados Unidos, así como de Canadá, México, Europa, Japón y Australia. Con su orquesta, grabó mucho repertorio de música clásica, incluida la Rhapsody in Blue de George Gershwin en la que él mismo también tocaba el piano. Ganó un Premio Grammy en 1966 por su grabación de la Primera Sinfonía de Charles Ives, con la Orquesta Sinfónica de Chicago. En 1983, Gould recibió el «Gold Baton Award» de la «American Symphony Orchestra League». En 1986, fue nombrado presidente de la ASCAP (American Society of Composers, Authors and Publishers), un cargo que ocupó hasta 1994. En 1986 fue elegido para la Academia Estadounidense de las Artes y las Letras.
Incorporando nuevos estilos según surgían en sus obras, Gould incorporó salvajemente elementos dispares, incluido un narrador rapeando y un cantar de sirenas de bomberos para un encargo de la «Pittsburgh Youth Symphony». En 1993, su obra Ghost Waltzes fue un encargo para el noveno «Concurso internacional de piano Van Cliburn». En 1994, Gould recibió el «Kennedy Center Honor», en reconocimiento de toda una vida de contribuciones a la cultura americana.
En 1995, Gould fue galardonado con el Premio Pulitzer por su obra StringMusic, una composición encargada por la Orquesta Sinfónica Nacional de Estados Unidos en reconocimiento de la temporada final del director Mstislav Rostropóvich. En 2005, fue honrado con el «Grammy Lifetime Achievement Award». También fue miembro de la junta directiva de la «American Symphony Orchestra League» y del «National Endowment for the Arts» en el departamento de música. 
Gould murió en 1996 en Orlando, Florida a la edad de 82 años.
La Fundación ASCAP le ha dado su nombre a uno de los premios que concede para fomentar el desarrollo de los creadores durante las primeras etapas de sus carreras, el «Morton Gould Young Composer Award». Desde 1979, han sido numerosos los artistas premiados.

## Catálogo de obras
La mayoría de sus composiciones y arreglos han sido grabadas por la antigua RCA y algunas de ellas están disponibles en CD en el sello BMG. 
| Año     | Obra                                                                                          | Tipo de obra                             |
| ------- | --------------------------------------------------------------------------------------------- | ---------------------------------------- |
| 1932    | 3 Conservative Sketches, para piano                                                           | Música para piano                        |
| 1932    | Marionette in Motley, para piano                                                              | Música para piano                        |
| 1933    | Sonata nº 1, para piano                                                                       | Música para piano                        |
| 1933    | Sonata nº 2, para piano                                                                       | Música para piano                        |
| 1933    | Mystic Fantasy, para piano                                                                    | Música para piano                        |
| 1933    | Symphonette no.1 (American Symphonette)                                                       | Música orquestal (sinfonía)              |
| 1933    | Chorale and Fugue in Jazz, para orquesta                                                      | Música orquestal                         |
| 1934    | Fantasie impromptu, para piano                                                                | Música para piano                        |
| 1934    | Rumbolero, para piano                                                                         | Música para piano                        |
| 1935    | Americana, para piano                                                                         | Música para piano                        |
| 1935    | Symphonette no.2 (Second American Symphonette)                                                | Música orquestal (sinfonía)              |
| 1936    | Sonata no.3, para piano                                                                       | Música para piano                        |
| 1936    | Swing Sinfonietta, para orquesta                                                              | Música orquestal                         |
| 1937    | Symphonette No. 3 (Third American Symphonette)                                                | Música orquestal (sinfonía)              |
| 1937    | Concierto para piano                                                                          | Música orquestal concertante (piano)     |
| 1938    | Concierto para violín                                                                         | Música orquestal concertante             |
| 1938    | Deserted Ballroom, para piano                                                                 | Música para piano                        |
| 1938    | Tropical, para piano                                                                          | Música para piano                        |
| 1939    | Caricatones, para piano                                                                       | Música para piano                        |
| 1939    | Sonatina, para piano                                                                          | Música para piano                        |
| 1939    | A Homespun Overture, para orquesta                                                            | Música orquestal                         |
| 1939    | Foster Gallery, para orquesta                                                                 | Música orquestal                         |
| 1940/41 | Symphonette no.4 (Latin-American Symphonette)                                                 | Música orquestal (sinfonía)              |
| 1940    | American Caprice, para orquesta                                                               | Música orquestal                         |
| 1940    | Cowboy Rhapsody, para banda                                                                   | Música orquestal (banda)                 |
| 1941    | Jericho Rhapsody, para banda                                                                  | Música orquestal (banda)                 |
| 1941    | Spirituals in Five Movements, para orquesta                                                   | Música orquestal                         |
| 1941    | Boogie the Woogie, para piano                                                                 | Música para piano                        |
| 1941    | Música para la película Ring of Steel                                                         | Música de película                       |
| 1941    | Folk Suite, suite para orquesta                                                               | Música orquestal (suite)                 |
| 1941    | A Song of Freedom, música coral                                                               | Música coral                             |
| 1942    | Lincoln Legend, para orquesta                                                                 | Música orquestal                         |
| 1942/43 | Sinfonía nº 1                                                                                 | Música orquestal (sinfonía)              |
| 1942/43 | Fanfare for Freedom, para banda                                                               | Música orquestal (banda)                 |
| 1943    | Música incidental para Cresta Blanca (tema)                                                   | Música incidental (radio o TV)           |
| 1943    | Concertette, para viola y banda                                                               | Música orquestal (banda)                 |
| 1943    | Boogie Woogie Etude, para piano (y para piano y orquesta)                                     | Música para piano                        |
| 1943    | American Salute, para orquesta                                                                | Música orquestal                         |
| 1943    | American Concertette, para piano y orquesta                                                   | Música orquestal concertante (piano)     |
| 1943    | Concierto para viola                                                                          | Música orquestal concertante (viola)     |
| 1943    | New China March, para banda de marcha                                                         | Música orquestal (banda)                 |
| 1944    | Sinfonía nº 2, Symphony on Marching Tunes                                                     | Música orquestal (sinfonía)              |
| 1944/45 | Concerto for Orchestra                                                                        | Música orquestal                         |
| 1945    | Harvest, para orquesta                                                                        | Música orquestal                         |
| 1945    | Yankee Doodle, para orquesta                                                                  | Música orquestal                         |
| 1945    | Prelude and Toccata, para piano                                                               | Música para piano                        |
| 1945    | Pop's Serenade, para piano                                                                    | Música para piano                        |
| 1945    | Prologue, para piano                                                                          | Música para piano                        |
| 1945    | Interplay (American Concertette), ballet para piano y orquesta (coreografiado por J. Robbins) | Música escénica (ballet)                 |
| 1945    | Música para la película Delightfully Dangerous                                                | Música de película                       |
| 1945    | Billion Dollar Baby, musical (B. Comden y A. Green)                                           | Música escénica (musical)                |
| 1945    | Suite, para violín y piano                                                                    | Música de cámara                         |
| 1946    | Ballad, para banda                                                                            | Música orquestal (banda)                 |
| 1946    | Of Time and the River, música coral                                                           | Música coral                             |
| 1946    | Música para la película San Francisco Conference                                              | Música de película                       |
| 1946    | Minstrel Show, para orquesta                                                                  | Música orquestal                         |
| 1946/47 | Sinfonía nº 3 (rev. 1948)                                                                     | Música orquestal (sinfonía)              |
| 1947    | Holiday Music, para orquesta                                                                  | Música orquestal                         |
| 1947    | Fall River Legend, ballet (coreografiado por A. De Mille) (hay suite orquestal)               | Música escénica (ballet)                 |
| 1947    | Fall River Legend Suite, suite para orquesta                                                  | Música orquestal (suite)                 |
| 1947    | Colonial Portrait, para piano                                                                 | Música para piano                        |
| 1948    | Philharmonic Waltzes, para orquesta                                                           | Música orquestal                         |
| 1949    | Serenade of Carols, para orquesta                                                             | Música orquestal                         |
| 1949    | Guajira, para clarinete y orquesta                                                            | Música orquestal concertante (clarinete) |
| 1950    | Americana, para orquesta                                                                      | Música orquestal                         |
| 1950    | Big City Blues, para orquesta                                                                 | Música orquestal                         |
| 1950    | Buckaroo Blues, para banda                                                                    | Música orquestal (banda)                 |
| 1950    | Arms and the Girl, musical (D. Fields)                                                        | Música escénica (musical)                |
| 1951    | Family Album Suite, suite para orquesta                                                       | Música orquestal (suite)                 |
| 1952    | Dance Gallery, para piano                                                                     | Música para piano                        |
| 1952    | Sinfonía nº 4, West Point (rev. 1948)                                                         | Música orquestal (sinfonía)              |
| 1952    | Tap Dance Concerto, para tap dancer y orquesta                                                | Música orquestal concertante             |
| 1952    | Sym. no.4, West Point Sym., para banda                                                        | Música orquestal (banda)                 |
| 1953    | Inventions, para 4 pianos y orquesta (y banda)                                                | Música orquestal                         |
| 1953    | Dance Variations, para 2 pianos y orquesta                                                    | Música orquestal concertante (piano)     |
| 1954    | Show Piece for Orchestra                                                                      | Música orquestal                         |
| 1955    | Música para la película Cinerama Holiday (hay suite orquestal)                                | Música de película                       |
| 1955    | Cinerama Holiday Suite, suite para orquesta                                                   | Música orquestal (suite)                 |
| 1955/56 | Derivations, para clarinete solista y banda                                                   | Música orquestal (banda)                 |
| 1956    | Declaration, música coral                                                                     | Música coral                             |
| 1956    | Declaration Suite, suite para orquesta                                                        | Música orquestal (suite)                 |
| 1956    | Santa Fe Saga, ballet (coreografiado por E. Feld)                                             | Música escénica (ballet)                 |
| 1956    | Santa Fe Saga, para banda                                                                     | Música orquestal (banda)                 |
| 1956    | Parade, para 3 percusionistas                                                                 | Música de cámara                         |
| 1956    | Hoofer Suite, para tap dancer y orquesta                                                      | Música orquestal (suite)                 |
| 1956/57 | Jekyll and Hyde Variations, para orquesta                                                     | Música orquestal                         |
| 1957/8  | Café Rio, para banda                                                                          | Música orquestal (banda)                 |
| 1958    | Saint Lawrence Suite, para banda                                                              | Música orquestal (banda)                 |
| 1958    | Dialogues, para piano y orquesta                                                              | Música orquestal concertante (piano)     |
| 1958    | Música para la película Windjammer                                                            | Música de película                       |
| 1958/59 | Rhythm Gallery, para narrador y orquesta                                                      | Música orquestal (narrador)              |
| 1959/61 | Spirituals, para cuerdas y arpa                                                               | Música instrumental                      |
| 1960    | Música incidental para The Secret of Freedom                                                  | Música incidental (radio o TV)           |
| 1960    | Música incidental para The Turn of the Century                                                | Música incidental (radio o TV)           |
| 1962    | Prisms, para banda                                                                            | Música orquestal (banda)                 |
| 1962    | Benny's Gig, para clarinete y contrabajo                                                      | Música de cámara                         |
| 1962    | Abby Variations, para piano                                                                   | Música para piano                        |
| 1963    | Música incidental para Verdun                                                                 | Música incidental (radio o TV)           |
| 1964    | At the Piano, para piano                                                                      | Música para piano                        |
| 1964    | Half Time (Formations), ballet (coreografiado por Feld)                                       | Música escénica (ballet)                 |
| 1964    | Clarinade (Derivations), ballet (coreografiado por G. Balanchine)                             | Música escénica (ballet)                 |
| 1964    | Come Up from the Valley, Children, música coral                                               | Música coral                             |
| 1964    | Hello Song, música coral                                                                      | Música coral                             |
| 1964    | Formations, para banda de marcha                                                              | Música orquestal (banda)                 |
| 1964    | Calypso Souvenir, para orquesta                                                               | Música orquestal                         |
| 1964    | Festive Music, para orquesta                                                                  | Música orquestal                         |
| 1964    | Dramatic Fanfares, para orquesta (y para banda) (del documental de la CBS-TV «World War I»)   | Música orquestal (banda)                 |
| 1964/65 | Música incidental para World War I (serie de la CBS-TV) (hay suite orquestal)                 | Música incidental (radio o TV)           |
| 1965    | Música incidental para The World of Music                                                     | Música incidental (radio o TV)           |
| 1964/65 | Sarajevo Suite, suite para orquesta [de World War I]                                          | Música orquestal (suite)                 |
| 1965    | Ten for Deborah, para piano                                                                   | Música para piano                        |
| 1966    | Dancing Days, música coral                                                                    | Música coral                             |
| 1966    | Salutations, para narrador y banda                                                            | Música orquestal (banda)                 |
| 1966    | Two for Chorus, música coral                                                                  | Música coral                             |
| 1966    | Salutations, para narrador y orquesta (también para banda)                                    | Música orquestal (narrador)              |
| 1967    | Columbia, Broadsides, para orquesta                                                           | Música orquestal                         |
| 1967    | Venice, para doble orquesta y and Brass Choirs                                                | Música orquestal                         |
| 1967    | Colombian Fanfares, para 7 brass                                                              | Música de cámara                         |
| 1968    | Mini-Suite, para banda                                                                        | Música orquestal (banda)                 |
| 1968    | Vivaldi Gallery, para cuarteto de cuerdas y orquesta dividida                                 | Música orquestal concertante             |
| 1969    | Concert Grosso, 4 vn, para orquesta (de Audubon)                                              | Música orquestal concertante             |
| 1969    | Soundings, para orquesta                                                                      | Música orquestal                         |
| 1969    | Troubadour Music, para 4 guitarras y orquesta                                                 | Música orquestal concertante (guitarra)  |
| 1969/83 | Audubon (Birds of America), ballet (coreografiado por Balanchine)                             | Música escénica (ballet)                 |
| 1970    | Chorales and Rags, para orquesta (de Audubon)                                                 | Música orquestal                         |
| 1970    | Serenade, Orfeo, para orquesta (de Audubon)                                                   | Música orquestal                         |
| 1971    | Tuba Suite, para 3 cornos y tuba                                                              | Música de cámara                         |
| 1975/76 | Symphony of Spirituals                                                                        | Música orquestal (sinfonía)              |
| 1976    | Música incidental para F. Scott Fitzgerald in Hollywood                                       | Música incidental (radio o TV)           |
| 1976    | Something to Do - Labor Cantata (C. Leigh)                                                    | Música vocal (cantata)                   |
| 1976    | American Ballads, para orquesta                                                               | Música orquestal                         |
| 1978    | Música incidental para Holocaust (hay suite orquestal)                                        | Música incidental (radio o TV)           |
| 1978    | Holocaust Suite, suite para orquesta (de la serie para la NBC-TV)                             | Música orquestal (suite)                 |
| 1978    | Elegy, para orquesta (de Holocaust)                                                           | Música orquestal                         |
| 1978/81 | Burchfield Gallery, para orquesta                                                             | Música orquestal                         |
| 1979    | Cheers! — A Celebration March, para orquesta                                                  | Música orquestal                         |
| 1981    | Música incidental para Celebration ’81                                                        | Música incidental (radio o TV)           |
| 1981    | Celebration Strut, para orquesta                                                              | Música orquestal                         |
| 1981    | Suite, para violoncello y piano                                                               | Música de cámara                         |
| 1981/82 | Concerto Concertante, para violín y quinteto de vientos                                       | Música de cámara                         |
| 1982    | Duo, para flauta y clarinete                                                                  | Música de cámara                         |
| 1982    | Housewarming, para orquesta                                                                   | Música orquestal                         |
| 1983    | Apple Waltzes (In Tribute to George Balanchine), para orquesta (7 movements de Audubon)       | Música orquestal                         |
| 1983    | Flourishes and Galop, para orquesta                                                           | Música orquestal                         |
| 1983    | I'm Old Fashioned, Astaire Variations, para piano (coreografiado por J. Robbins)              | Música escénica (ballet)                 |
| 1983    | Quotations, música coral                                                                      | Música coral                             |
| 1983    | Centennial Sym., Gala for Band, para banda                                                    | Música orquestal (banda)                 |
| 1983/84 | Concierto para flauta                                                                         | Música orquestal concertante (flauta)    |
| 1984    | Patterns, para piano                                                                          | Música para piano                        |
| 1984    | Rag Waltz, para piano                                                                         | Música para piano                        |
| 1984    | Cellos, para octeto o múltiples cellos                                                        | Música de cámara                         |
| 1984    | American Sing, Settings of Folk Songs, para cuarteto vocal y orquesta                         | Música orquestal concertante             |
| 1984/85 | Classical Variations on Colonial Themes, para orquesta                                        | Música orquestal                         |
| 1985    | Pieces of China, para piano                                                                   | Música para piano                        |
| 1987    | Flares and Declamations, para orquesta                                                        | Música orquestal                         |
| 1987    | A cappella, música coral                                                                      | Música coral                             |
| 1987    | Two Pianos                                                                                    | Música de cámara                         |
| 1989    | Notes of Remembrance, para orquesta                                                           | Música orquestal                         |
| 1989    | Jerome Robbins' Broadway, revista (adaptación de las canciones de «Billion Dollar Baby»)      | Música escénica (revista)                |
| 1990    | Minute-Plus Waltz/Rag, para orquesta                                                          | Música orquestal                         |
| 1990    | Diversionss, para saxo tenor y orquesta                                                       | Música orquestal concertante (saxo)      |
| 1991    | Ghost Waltzes, para piano                                                                     | Música para piano                        |
| 1991    | Festive Fanfare, para banda                                                                   | Música orquestal (banda)                 |
| 1991    | Hail to a First Lady, para banda                                                              | Música orquestal (banda)                 |
| 1992    | The Jogger and the Dinosaur, para narrador (rapper) y orquesta                                | Música orquestal (narrador)              |
| 1993    | StringMusic, para orquesta. Premio Pulitzer de 1995.                                          | Música orquestal                         |
| 1994    | The Anniversary Rag, para piano                                                               | Música para piano                        |
| 1994    | No Longer Very Clear, para barítono o mezzo-soprano y piano                                   | Música vocal (piano)                     |
| 1994    | Global Greetings for Symphonic Band                                                           | Música orquestal (banda)                 |
| 1995    | Remembrance Day, para banda                                                                   | Música orquestal (banda)                 |
| 1995    | Hosedown: A Firefighter Fable, para narrador y orquesta                                       | Música orquestal (narrador)              |
| 1996    | There Are (No) Children Here, música coral                                                    | Música coral                             |
| -       | American Legion Forever, para banda de marcha                                                 | Música orquestal (banda)                 |
| -       | American Youth March, para banda de marcha                                                    | Música orquestal (banda)                 |
| -       | Bombs Away, para banda de marcha                                                              | Música orquestal (banda)                 |
| -       | Commemoration March, para banda de marcha                                                     | Música orquestal (banda)                 |
| -       | March of the Leathernecks, para banda de marcha                                               | Música orquestal (banda)                 |
| -       | Paratroopers, para banda de marcha                                                            | Música orquestal (banda)                 |
| -       | Red Cavalry March, para banda de marcha                                                       | Música orquestal (banda)                 |
| 195?    | Symphonic Serenade, orquesta ()                                                               | Música orquestal                         |
| -       | Symphony for Band, para banda (Mvt. 1: Epitaphs; Mvt. 2: Marches)                             | Música orquestal (banda)                 |

### Entrevistas
- Entrevista de Bruce Duffie a Morton Gould, con varias fotografías del compositor.

- Datos: Q1352656